# ماك شيرلي
ماك شيرلي (بالإنجليزية: Mack G. Shirley)‏ هو سياسي أمريكي، ولد في 24 يوليو 1933 في ريكسبورغ في الولايات المتحدة. حزبياً، نشط في الحزب الجمهوري. وقد انتخب عضو مجلس نواب ايداهو.